# Milovice
Milovice (německy Milowitz) jsou město v okrese Nymburk ve Středočeském kraji. Leží zhruba čtyři kilometry severovýchodně od Lysé nad Labem, dvanáct kilometrů severozápadně od Nymburka. Počet jeho obyvatel v letech 1990–2015 zhruba desetinásobně vzrostl a v současnosti zde žije přibližně 14 tisíc obyvatel. Milovice leží v katastrálních územích Milovice nad Labem o rozloze 19,16 km² a Benátecká Vrutice o rozloze 9,16 km².

## Historie

### Počátky
Na území dnešního města stávalo ve 14. století zemanské sídlo vladyky Holomka, které se v archivních listinách nachází pod názvem „Villa Milewicz“ (tvrz Milevice). První písemná zmínka je z roku 1396 v souvislosti s pozůstalostí po manželce Sperkově-Pavlíně. Ve znaku města je stříbrná hlava srny s krkem a zlatým jazykem. Tento heraldický motiv se objevoval na středověkých pečetích rytířů z Milovic. Srna je umístěna v zeleném štítě s vybíhajícími třemi hroty k hornímu okraji stříbrné hlavy štítu. Zelená barva má symbolizovat bohatství lesů v regionu.

### 20. století
V Milovicích se dříve nacházel vojenský prostor v městské části Mladá. V tomto prostoru, zřízeném již za Rakousko-Uherska roku 1904, bylo po invazi vojsk Varšavské smlouvy do Československa v roce 1968 umístěno velitelství Střední skupiny vojsk, jedna divize pozemní, velení a část divize letecké a další útvary, celkem asi 30 000 vojáků a rodinných příslušníků, kteří zde měli zázemí. Po roce 1989 proběhla jednání, která umožnila odchod sovětských vojsk. Poslední vojáci SSSR opustili zemi v červnu 1991, přesto je dodnes ve městě patrná početná ruská i ukrajinská menšina. Po odchodu vojsk začal být vojenský prostor přestavován pro potřeby civilního obyvatelstva a velké množství nově uvolněných bytů ve městě zapříčinil prudký nárůst civilního obyvatelstva. V (bývalém Východním) Německu byl podobným uzavřeným městem, v němž žilo až 75 000 sovětských vojáků s rodinami, Wünsdorf, městečko nacházející se asi 40 km jižně od Berlína.
V roce 1991 byl obci udělen status města.

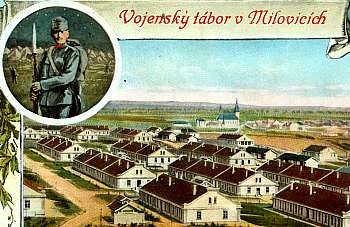
Pohlednice vojenského tábora z roku 1908
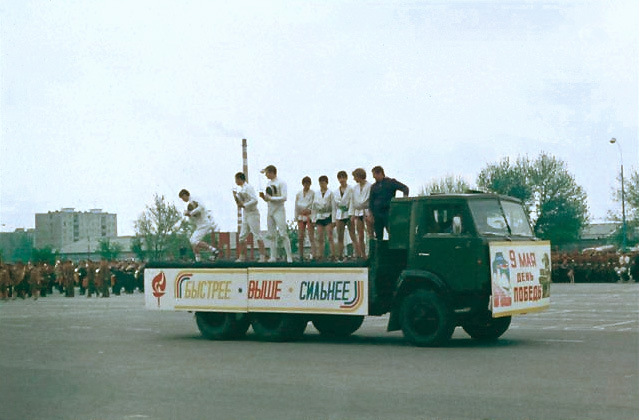
Momentka z roku 1984

### 21. století
Dne 23. srpna 2008 se město k 40. výročí okupace vojsky Varšavské smlouvy symbolicky přejmenovalo na jeden den na Mírovice. V tentýž den bylo náměstí přejmenováno na náměstí 30. června. Na náměstí byl přistavěn monument s torzem rakety jako symbol odchodu sovětských vojsk.

## Obyvatelstvo
| Rok            | 1869  | 1880  | 1890  | 1900  | 1910  | 1921  | 1930  | 1950  | 1961  | 1970  | 1980  | 1991  | 2001  | 2011   | 2021   |
| -------------- | ----- | ----- | ----- | ----- | ----- | ----- | ----- | ----- | ----- | ----- | ----- | ----- | ----- | ------ | ------ |
| Počet obyvatel | 1 597 | 1 882 | 2 070 | 1 911 | 1 732 | 2 868 | 4 720 | 5 878 | 3 872 | 2 747 | 1 521 | 1 330 | 4 212 | 10 140 | 12 713 |
| Počet domů     | 252   | 286   | 333   | 355   | 339   | 414   | 471   | 488   | 570   | 533   | 443   | 568   | 596   | 799    | 1 187  |

## Městská správa

### Územněsprávní začlenění
Dějiny územněsprávního začleňování zahrnují období od roku 1850 do současnosti. V chronologickém přehledu je uvedena územně administrativní příslušnost obce v roce, kdy ke změně došlo:
- 1850 země česká, kraj Jičín, politický okres Nymburk, soudní okres Nové Benátky[11]
- 1855 země česká, kraj Mladá Boleslav, soudní okres Nové Benátky
- 1868 země česká, politický okres Mladá Boleslav, soudní okres Nové Benátky
- 1937 země česká, politický okres Mladá Boleslav expozitura Nové Benátky, soudní okres Nové Benátky[12]
- 1939 země česká, Oberlandrat Jičín, politický okres Mladá Boleslav expozitura Nové Benátky, soudní okres Nové Benátky[13]
- 1942 země česká, Oberlandrat Praha, politický okres Brandýs nad Labem, soudní okres Nové Benátky[14]
- 1945 země česká, správní okres Mladá Boleslav, soudní okres Benátky nad Jizerou[15]
- 1949 Pražský kraj, okres Nymburk[16]
- 1960 Středočeský kraj, okres Nymburk
- 2003 Středočeský kraj, okres Nymburk, obec s rozšířenou působností Lysá nad Labem

### Členění města

#### Části města
- Benátecká Vrutice
- Boží Dar
- Milovice
- Mladá

#### Základní sídelní jednotky
- Benátecká Vrutice
- Boží Dar
- Milovice
- Mladá I (ležící v k.ú. Milovice nad Labem)
- Mladá II (ležící v k.ú. Benátecká Vrutice)[4]

### Seznam vedení

#### Starostové
- 1859: Jan Roubíček
- 1861: Václav Vojtěch
- 1878: František Janda
- 1891: Jan Knop
- 1903: Alois Malý
- 1906: Václav Bohuslav
- 1910: Josef Krejčík
- 1923: Josef Pecka
- 1927–1931: Josef Handl (RSZML)
- 1931–1944: Bohumil Sucharda (RSZML)

#### Vládní komisař
- 1944–1945: František Jareš (NS)

#### Předsedové Místního národního výboru
- 1946–1949:  František Čížek
- 1953–?:  Marie Horčičková (KSČ)
- 1960–1971:  Stanislav Trnka (KSČ)
- 1971–?:  Vítězslav Trkal (KSČ)

#### Starostové
- 1990–1998: Miloslav Müller (KDU-ČSL)
- 1998–2002: Stanislava Matějková
- 2002–2010: Milan Kraus (SNK ED)
- 2010–2014: Lukáš Pilc (ODS)
- 2014–2018: Milan Pour (ANO)
- 2018–2022: Lukáš Pilc (ODS)
- od 2022: Milan Pour (ANO)

### Městské symboly
Znak a vlajka byly obci uděleny rozhodnutím předsedy Poslanecké sněmovny Parlamentu České republiky dne 13. února 1996.

## Společnost

### Obec v roce 1932
V obci Milovice (4117 obyvatel, poštovní úřad, telegrafní úřad, telefonní úřad, četnická stanice, balónová rota, katol. kostel, sbor dobrovolných hasičů) byly v roce 1932 evidovány tyto živnosti a obchody: zubní lékař, bio Invalidů, cihelna, 3 cukráři, fotoateliér, 5 holičů, 4 hostince, 3 hotely (Malý, Na střelecké baště, U modré hvězdy), kapelník, klempíř, kolář, 2 pánské konfekce, 2 kováři, 4 krejčí, výroba likérů, výroba margarinu, obchod s obuví Baťa, 4 obuvníci, 2 pekaři, 2 pily, povoznictví, porodní asistentka, preparátor, 8 rolníků, 4 řezníci, 7 obchodů se smíšeným zbožím, výroba sodové vody, spořitelní a záložní spolek v Milovicích, 2 obchody se střižním zbožím, švadlena, 4 trafiky, 2 truhláři, vojenský velkostatek, 2 vinárny.
Ve vsi Benátecká Vrutice (617 obyvatel, samostatná obec se později stala součástí Milovic) byly v roce 1932 evidovány tyto živnosti a obchody: holič, 4 hostince, 2 jednatelství, kolář, košíkář, kovář, krejčí, pekař, porodní asistentka, 9 rolníků, 2 řezníci, 4 obchody se smíšeným zbožím, spořitelní a záložní spolek pro Vrutici Benátskou, obchod se střižním zbožím, 3 švadleny, 3 tesařští mistři, 3 truhláři.

### Kultura a přírodní bohatství
V nedalekém bývalém letištním areálu se každoročně koná festival Votvírák a do roku 2024 se tu konal i největší drum and bass festival na světě Let It Roll.[zdroj?] Dvousethektarový tankodrom Milovice poskytuje prostor offroadovým tratím a střelnici. Také slouží pro prezentaci historické vojenské techniky Ve městě se nachází zábavní park Mirakulum, ten patří mezi největší parky v zemi a navštíví ho ročně zhruba 250 tisíc lidí.

### Školství
Ve městě jsou dvě základní školy (základní škola Juventa a základní škola Masarykova) a tři školky (Mateřská škola Kostička, Mateřská škola Sluníčko a Mateřská škola U broučků).

## Doprava

### Dopravní síť
- Pozemní komunikace – Městem prochází silnice II/332 Lysá nad Labem – Milovice – Krchleby a také silnice II/272 Český Brod – Lysá nad Labem – Benátky nad Jizerou – Bělá pod Bezdězem.
- Železnice – Ve městě končí železniční trať Lysá nad Labem – Milovice. Je to jednokolejná elektrizovaná regionální trať, jako veřejná slouží od roku 1923.
- Letiště – Na území města leží bývalé vojenské letiště, nyní plocha pro ultralight.

### Veřejná doprava 2022
- Autobusová doprava – Město obsluhují linky PID do těchto cílů: Benátky nad Jizerou, Lysá nad Labem, Mladá Boleslav, Nymburk.
- Železniční doprava – Po tratích Praha – Lysá nad Labem a Lysá nad Labem – Milovice vede linka S22 Praha – Lysá nad Labem – Milovice v rámci pražského systému Esko. Na trať do Milovic vyjíždělo v pracovní dny a o víkendech 40 párů osobních vlaků.[kdy?]

## Pamětihodnosti
- Kostel svaté Kateřiny Alexandrijské – kostel byl vystavěn v letech 1906–1907 při zřizování vojenského výcvikového tábora jako náhrada za rušený kostel stejného zasvěcení ve vysidlované obci Mladá, kam byly Milovice do té doby přifařeny.[22] Neorientovaná stavba v pseudogotickém stylu je jednolodní, obdélníková s pětiboce uzavřeným presbytářem na severozápadě a s hranolovou věží v jihovýchodním průčelí. V letech 1915–1919 byl vyzdoben v pravoslavném slohu ruskými válečnými zajatci. Zařízení včetně kostelního zvonu je barokní, přenesené ze zrušeného kostela svaté Kateřiny v Mladé. Hlavní oltář je portálový s obrazem. Po stranách jsou sochy svatého Augustina a Jeronýma. Boční oltář je Panny Marie Vítězné se sochami svatého Jáchyma a svaté Anny. Kazatelna a křtitelnice jsou rokokové ze 30. až 40. let 18. století, pravděpodobně z dílny J.Jelínka z Kosmonos. Ostatní zařízení kostela pochází z pozdější doby.
- Italský vojenský hřbitov (Cimitero militare Italiano) – nachází se na jihozápad od města a vznikl v průběhu první světové války, kdy byl v Milovicích tábor pro italské a ruské zajatce. Tehdy zde bylo internováno téměř 20000 mužů, z nichž mnozí zemřeli na následky tyfové epidemie a hladu. Na hřbitově je pohřbeno 5170 italských, 521 ruských a 51 srbských vojáků.
- Muzeum Milovicka – nachází se v bývalém Domě důstojníků, dnes kulturním domě. V expozici představuje historii města i regionu, zejména zdejší vojenský újezd a působení rakousko-uherské armády v letech 1904–1918, československé armády za první republiky, německého wehrmachtu za dob protektorátu, Československé lidové armády po roce 1948 a Střední skupiny sovětských vojsk v letech 1968 až 1991. [Původní Muzeum Milovicka bylo již před několika lety uzavřeno, avšak v již zmíněném kulturním domě se plánuje otevření zcela nového. Hlavní expozici město chystá v místnosti o velikosti zhruba 150 metrů čtverečních, která bude rozdělena do pěti časových období. Její součástí mají být například interaktivní prvky a promítací místnost. Ve druhé expozici, nazvané Mozaiky vyprávějí, si budou lidé moci prohlédnout mozaiky dochované z období socialismu.[23]
- Socha svatého Antonína Paduánského – Replika barokní plastiky světce s Ježíškem v náručí a andílkem u nohou je umístěna u silnice směrem na obec Zbožíčka. Originál se nachází v Milovické radnici a Pochází z roku 1738.
- Pomník obětem 1. a 2. světové války – sousoší lva a bojovníka z roku 1921 se jmény padlých za světových válek v parku u silnice směrem k Lysé nad Labem.
- Pomník osvobození – tvoří jej bronzové sousoší Rudoarmějce vítaného mužem a dívkou. Datum 9. května 1945 na podstavci připomíná osvobození Československé republiky Rudou armádou na konci druhé světové války. Pomník je umístěn před budovou školy v ulici 5. května.
- Pomník generálmajora Antonína Sochora – busta v parku U štábu odhalena v roce 2018.
- Pod Benáteckým vrchem – přírodní rezervace v části bývalého výcvikového vojenského prostoru.
- Památník rodiny Geigerových – holocaustu – Památník pětičlenné rodiny Geigerových, která žila v Milovicích od počátku 20. století až do začátku druhé světové války. Z pětičlenné rodiny holocaust přežila jen dcera Zdeňka, a to díky tomu že si vzala muže nežidovského původu a vyznání.
- Památník Emila Zátopka – Byl vystavěn v roce 2022 na počest narození Emila Zátopka. Má také upozorňovat že Emil Zátopek pobýval a trénoval za Armádní sportovní klub v Milovicích, v původním vojenském objektu.

### Přírodní rezervace Milovice
Přírodní rezervace Milovice je součástí Evropsky významné lokality Milovice-Mladá. Jsou zde zachovalé otevřené stepi, obývané řadou vzácných rostlin a živočichů, zejména velkým množstvím bezobratlých živočichů. Ve vysychajících tůních a kalužích lze například nalézt trilobitům podobné korýše listonoha letního a žábronožku letní. Přežívá tu řada vzácných a ohrožených brouků z řad chroustků, střevlíků, drabčíků, nosatců či chrobáků. Právě pro chrobáky je klíčová přítomnost velkých býložravců, respektive jejich trusu. Ale vyskytuje se zde i chrobák ozbrojený, zvláštní brouk s nápadným nosorožčím rohem na hlavě, který žije v podzemních houbách, například lanýžích. Pestrá je i fauna motýlů. Žije tady modrásek hořcový Rebelův, jehož jedinou živnou rostlinou je silně ohrožený hořec křížatý.

### Tůně Josefov
V nivě potoka Mlynařice pod Milovicemi realizovalo město v roce 2014 revitalizační stavbu – Tůně a mokřady Josefov. Členitá soustava vodních hladin byla vyhloubena v hájích s převahou javoru jasanolistého po levé straně Mlynařice. Zatím jsou tůně kvůli čistotě vody od Mlynařice odděleny, je však záměrem, až se podaří zlepšit čištění splašků v Milovicích, zavést Mlynařici do soustavy, a tím její odpovídající úsek revitalizovat. Udržování soustavy bude vyžadovat zejména potlačování obnovy javoru jasanolistého.
V roce 2019 byla zahájena druhá etapa revitalizace. Stejně jako v první etapě byl upraven břeh pravý. V rámci této etapy vzniklo sedm nových tůní. Podařilo se propojit oba břehy říčky Mlynařice, čímž byla vytvořena ucelená soustava mokřadních systémů a tůní a obnovena přirozená komunikace vodního režimu v krajině. Tento významný krajinný prvek podporující flóru a faunu je důležitý i z hlediska zadržování vody, kdy Milovice byly na základě projektu Sucho vyhodnoceny jako riziková oblast.

### Kulturní dům Milovice

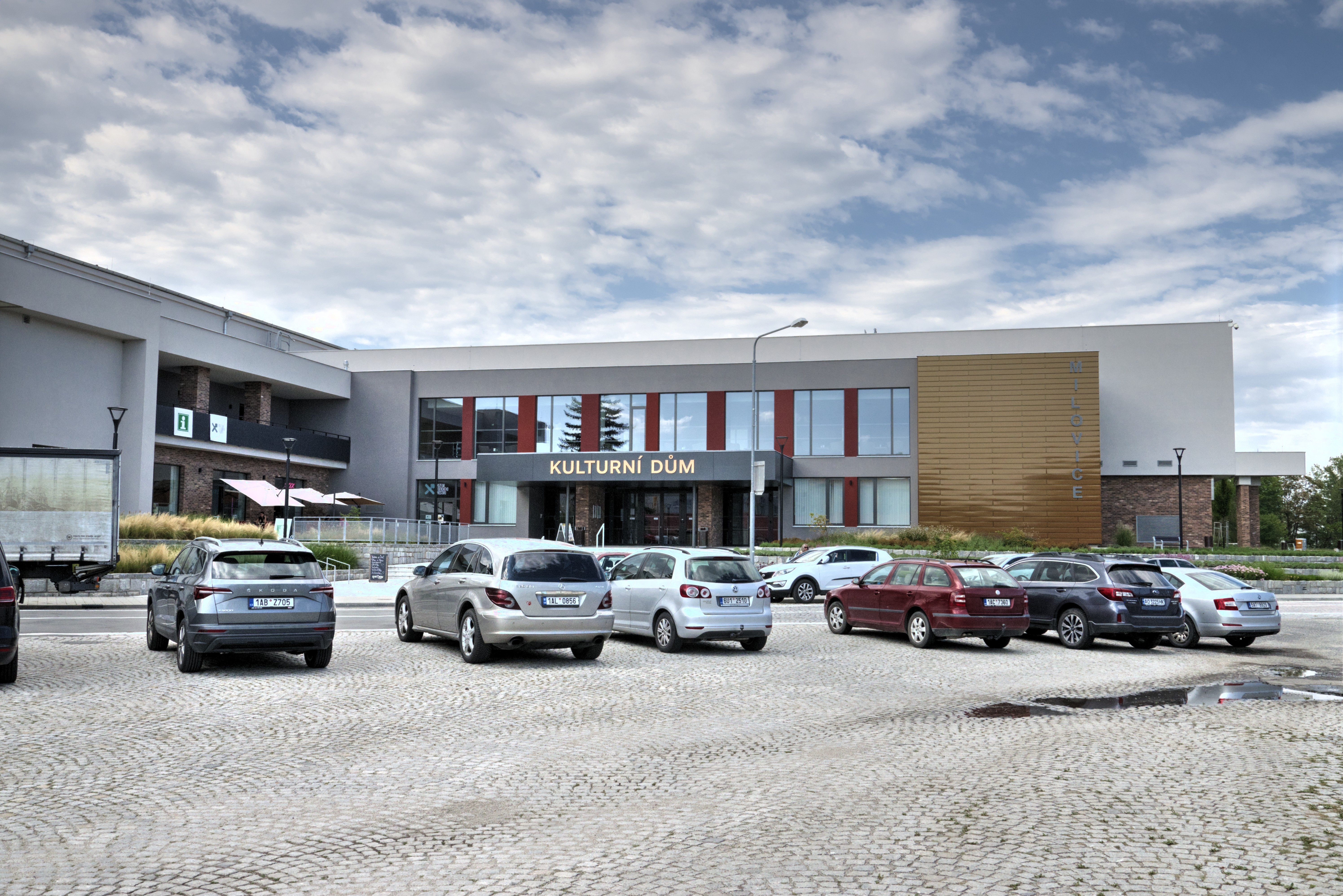
Kulturní dům Milovice

Budova kulturního domu vznikla na přelomu 70. a 80. let minulého století. V letech 1981 až 1982 zde výtvarník Radomír Kolář a jeho spolupracovníci vytvořili rozsáhlou kamennou mozaiku, která obsahuje přes 440 000 kamenů. Námětem je bojová družba se sovětskými vojsky, s kosmonauty, vojáky a hrdým pracujícím lidem. Stejně jako další dobové prvky je mozaika v novém kulturním domě zachována. Otevření kulturního domu zahájil 10. 9. 2022 muzikál Freddie – Concert show. Nabízí bohatý program jako je činohra, muzikál, kino atd.

### Muzeum vojenské historie
Muzeum vojenské historie v Milovicích bylo plně otevřeno v létě 2023. Hlavní expozice je v místnosti o velikosti zhruba 150 metrů čtverečních, která je rozdělena do pěti časových období. Její součástí jsou například interaktivní prvky a promítací místnost. Ve druhé expozici, nazvané Mozaiky vyprávějí, si lidé mohou prohlédnout mozaiky dochované z období socialismu.Komentované prohlídky jsou k dispozici ve dnech út – ne od 10:00, 12:00, 14:00

## Filmy a seriály natáčené v Milovicích

### Filmy
- Zborov (1938, Československo, Jan Alfréd Holman, Jiří Slavíček)
- Život a neobyčejná dobrodružství vojáka Ivana Čonkina (1994, RUS-IT-CZ-UK-FR, Fandango, Domenico Procacci)[27]
- Střelec (1995, USA-ES-FR, Canal+, více společností..., Ted Kotcheff)[28]
- Hartova válka (2002, USA)
- Devátý den (2004, Německo)
- Eurotrip (2004, USA, DreamWorks Pictures, Jeff Schaffer)[29]
- Obchodník se smrtí (2005, USA)
- Red Tails (2012, USA, 20th Century Studios, Lucasfilm, Anthony Hemingway)[30]
- Teorie tygra (2016, CZ, CinemArt, Radek Bajgar)[31]
- Na západní frontě klid (2022, DE-USA, Netflix, Edward Berger)[32]

### Seriály
- Sanitka 2 /Díl dvanáctý/ (2013, CZ)
- Sanitka 2  /Díl třináctý/ (2013, CZ)
- První republika /Díl první/ (2017, CZ, Česká televize)[33]
- První republika /Díl druhý/ (2017, CZ, Česká televize)[34]
- Specialisté /S03E02 Hledání pokladu/ (2017, CZ, TV Nova)[35]
- Specialisté /S03E18 Nový život/ (2017, CZ, TV Nova)[36]
- 1. mise /S01E01 Hof a hof/ (2021, CZ, Prima)[37]
- Volha (2023, CZ, Česká televize, Jan Pachl)[38]

## Partnerská města
Milovice mají partnerské smlouvy s:
- Kistarcsa, Maďarsko
- Vynnyky, Ukrajina
- Wołów, Polsko
- Senec, Slovensko

## Osobnosti
Osobnosti žijící nebo působící v Milovicích:
- Emil Zátopek (1922–2000) – český běžec – pobýval a trénoval za Armádní sportovní klub v Milovicích, v původním vojenském objektu.
- Michael Kocáb – Napomohl k odchodu sovětských vojsk z Milovic. V roce 2021 dostal čestné občanství města Milovice.[40]
- Václav Havel – V roce 2021 dostal in memoriam čestné občanství Milovic.[40]
- Paterčata – V Milovicích bydlí první česká paterčata.[41]

## Galerie

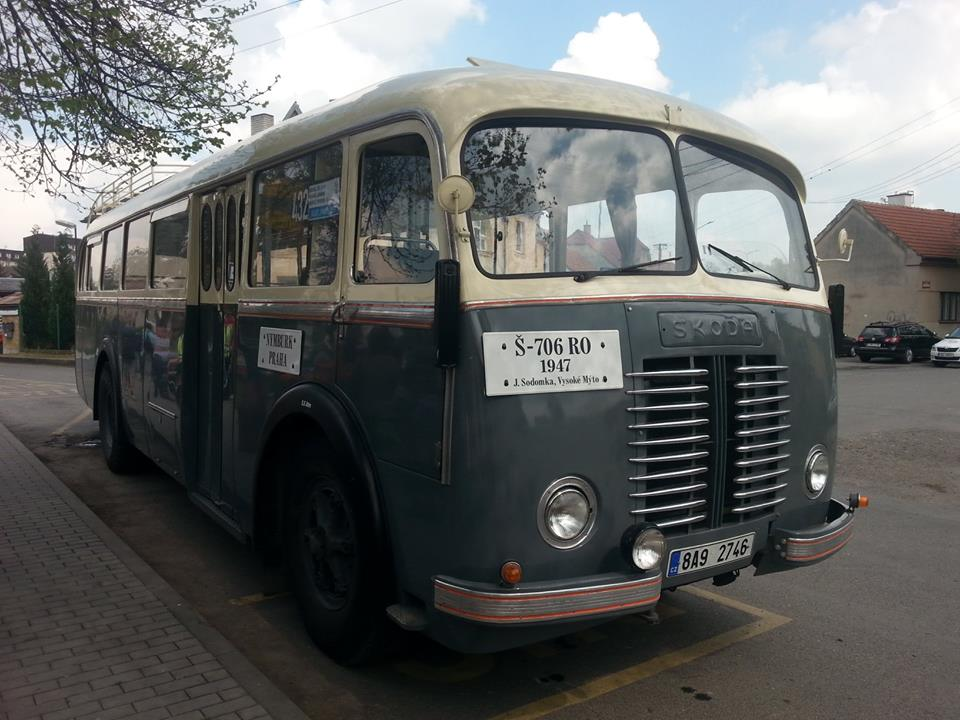
Speciální bus vypravený v Milovicích na lince č.432 u příležitosti oslav 50 let s pantografy 2014
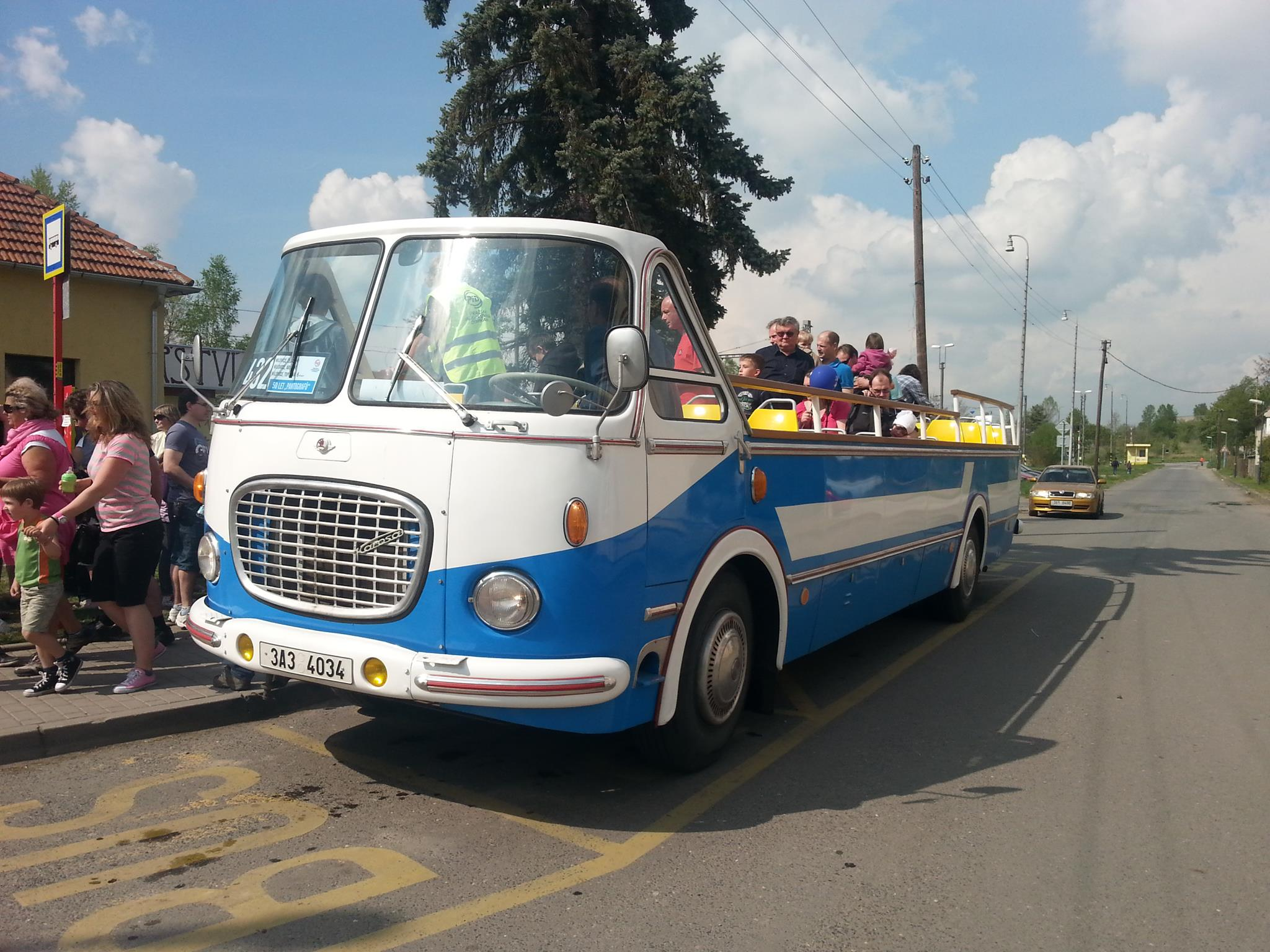
Speciální bus vypravený v Milovicích na lince č.432 u příležitosti oslav 50 let s pantografy 2014
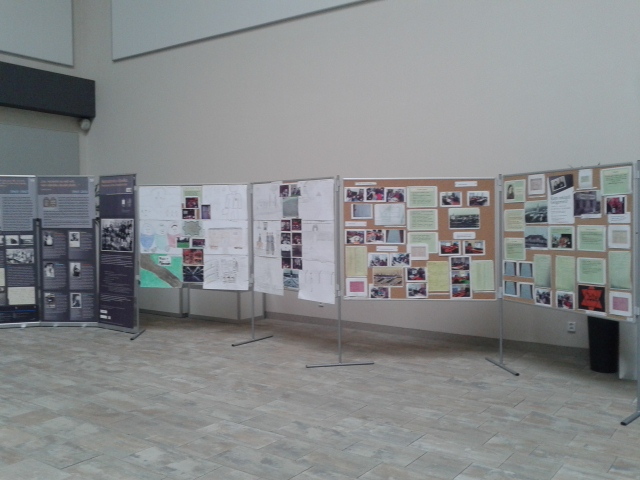
Výstava k tématu obětem holocaustu, pořádaná k příležitosti pokládání pamětních desek obětem holocaustu
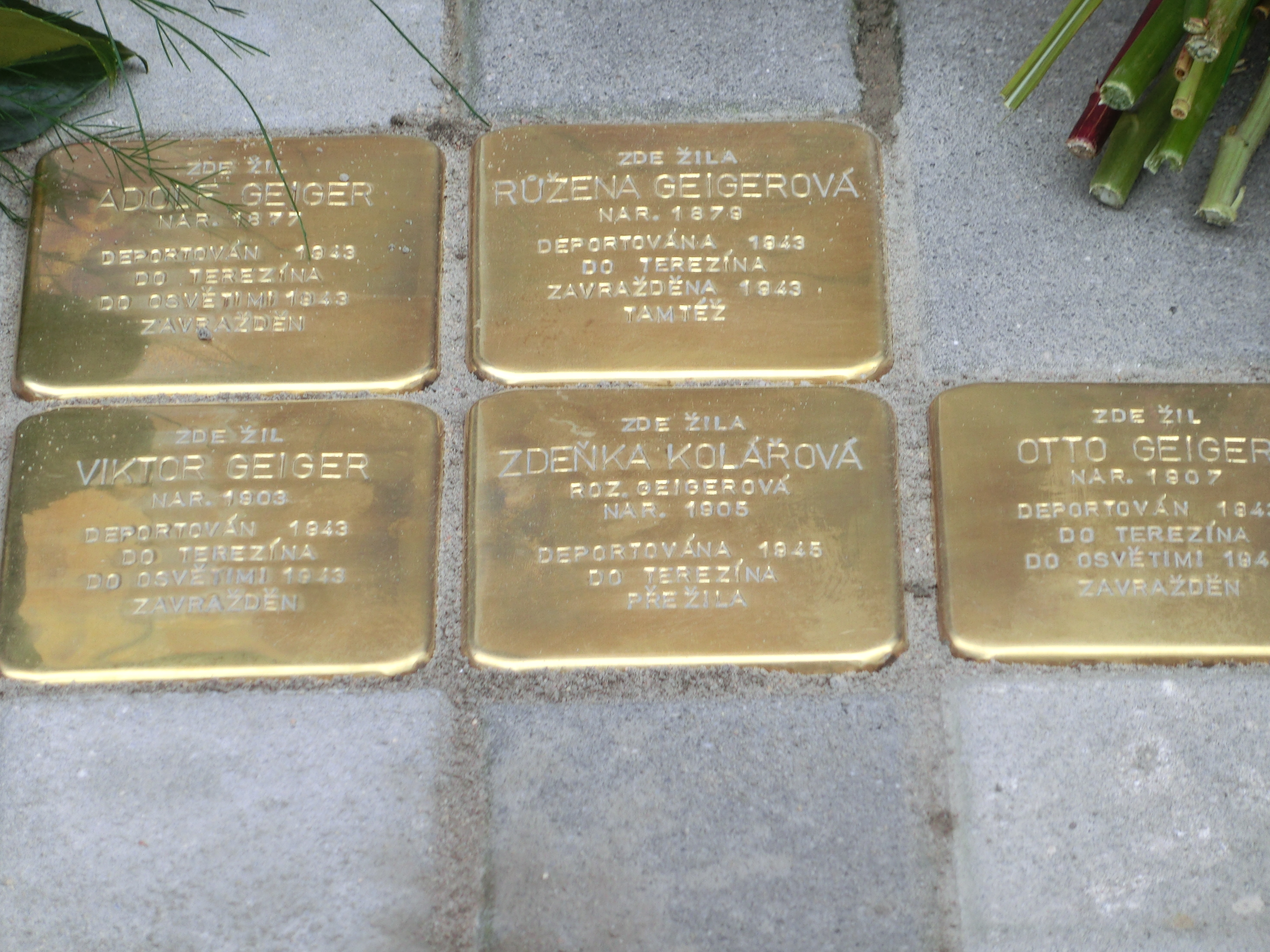
Památka židovské rodině Geigerových – obětem holocaustu
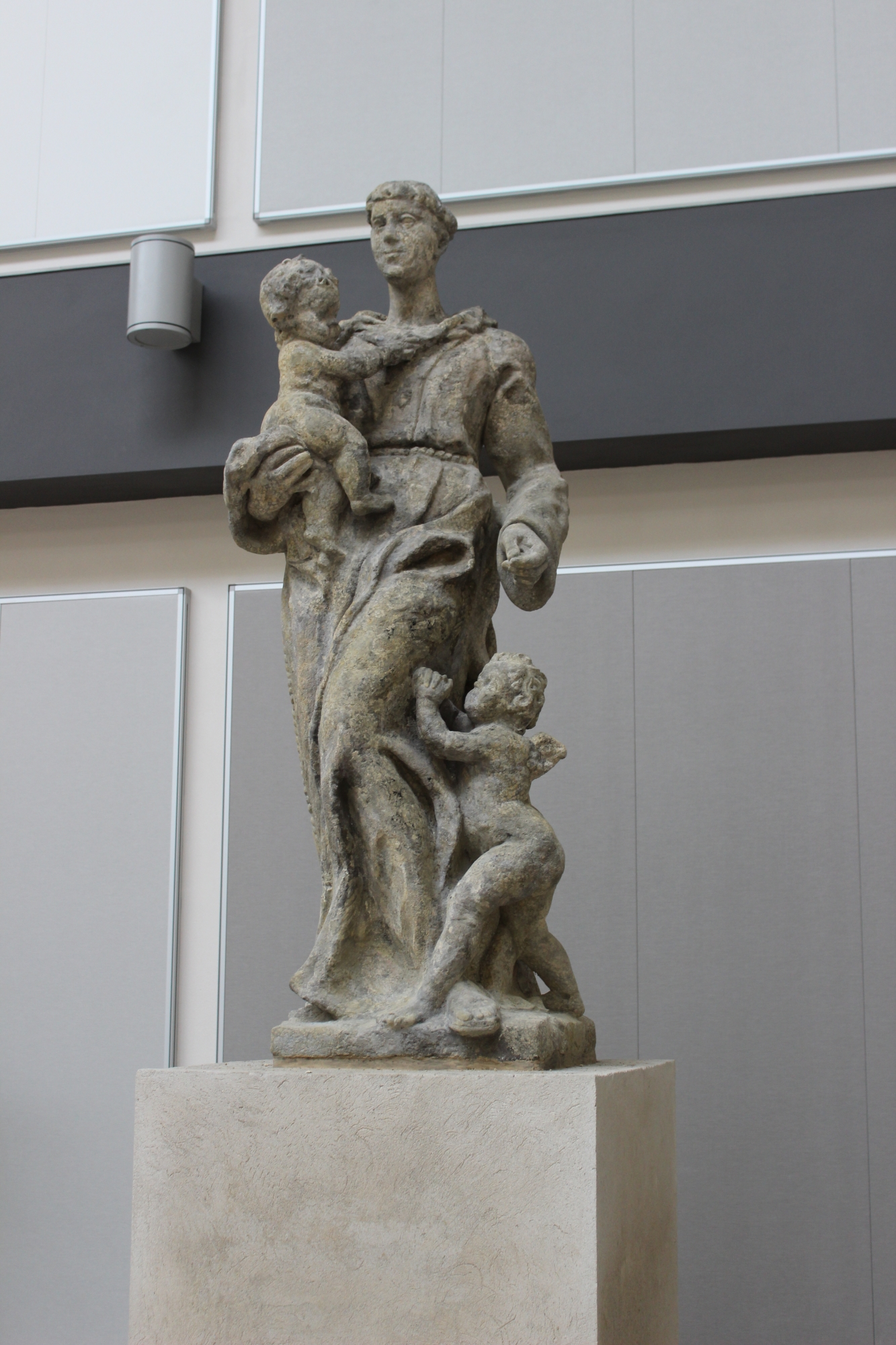
Svatý Antonín Paduánský – originál
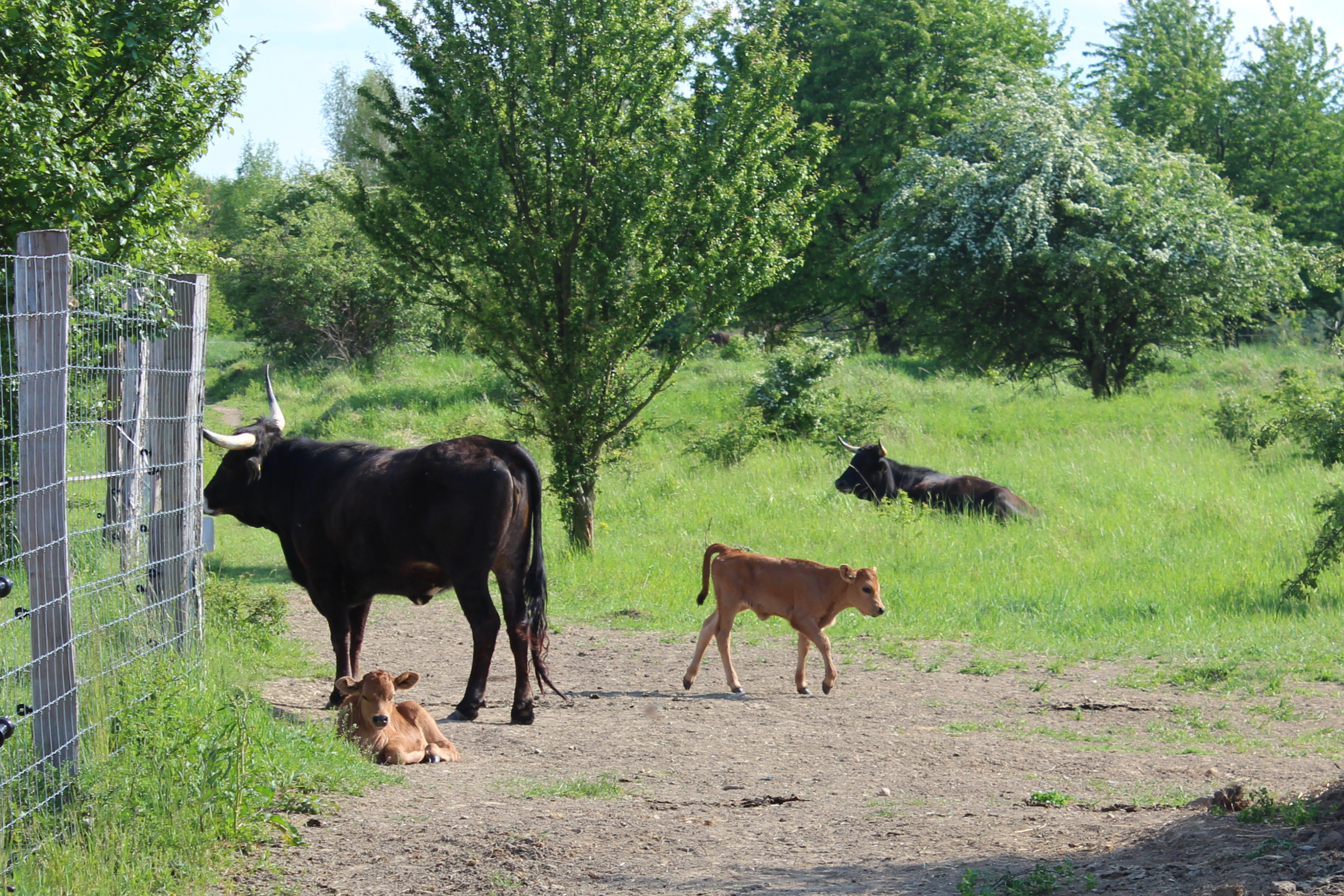
Tauros krávy („pratuři“) s telaty v přírodní rezervaci
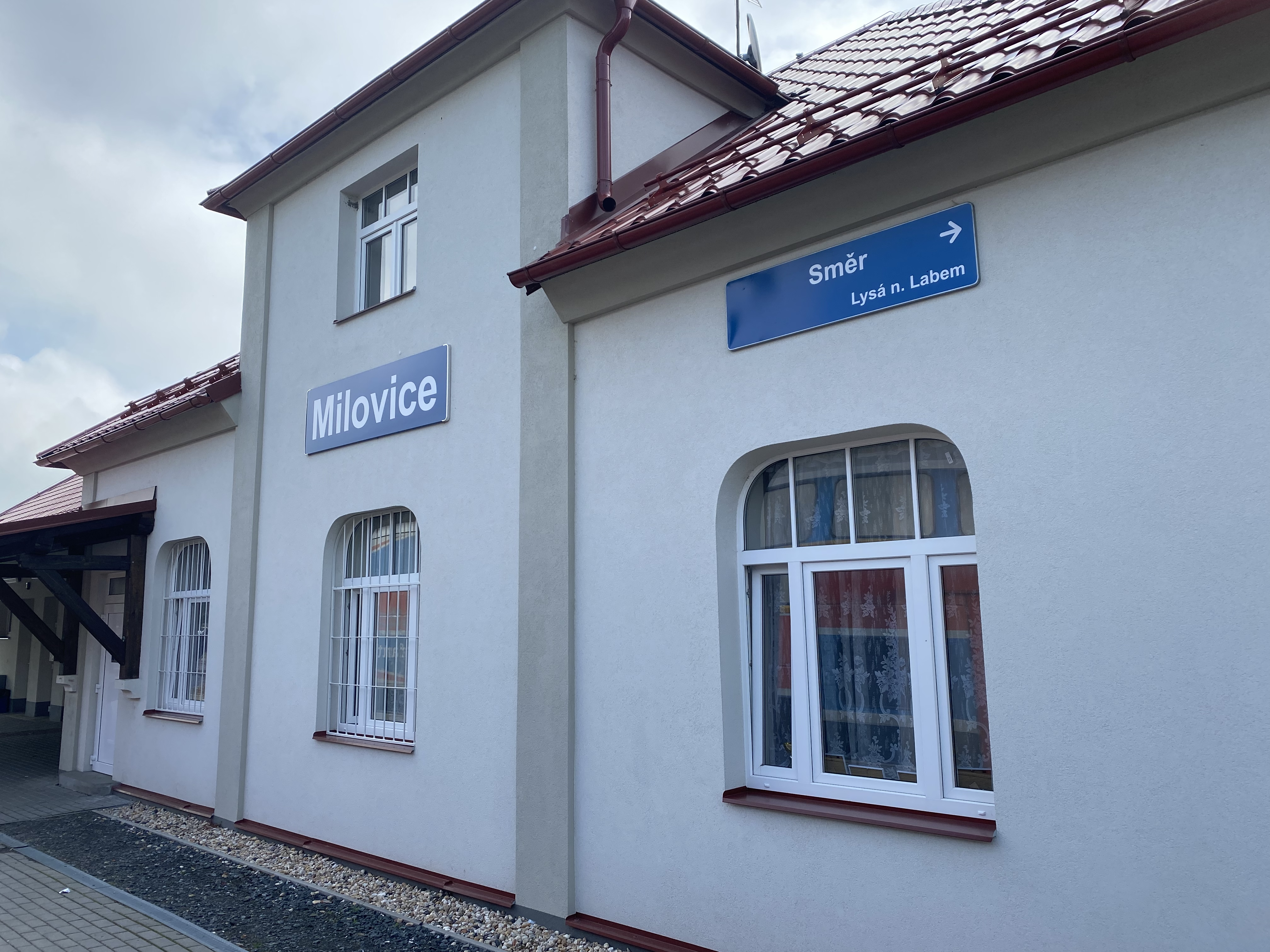
Milovice nádraží 2022